# Joshua Amberger
Joshua (Josh) Amberger (* 12. April 1989 in Brisbane) ist ein australischer Duathlet und Triathlet. Er ist Ironman-Sieger (2017), Vize-Weltmeister auf der Triathlon-Langdistanz (2017) und wird in der Bestenliste australischer Triathleten auf der Ironman-Distanz geführt.

## Werdegang
In seiner Jugendzeit war Joshua Amberger im Schwimmsport aktiv. Auch seine zwei Jahre ältere Schwester Eloise Amberger (* 1987) war Schwimmerin und startete 2008 in Peking und 2012 in London bei den Olympischen Spielen im Synchronschwimmen.

### Triathlon-Profi seit 2007
Joshua Amberger betreibt Triathlon seit 2004, er fing 2007 als 18-Jähriger seine Profi-Karriere an. 2007 wurde er Sechster und im Juni 2008 wurde er Vierter bei der Triathlon-Weltmeisterschaft der Junioren.
2014 konnte er sich nach 16 Starts bereits zum zehnten Mal auf dem Podium platzieren. Seine Spitznamen sind „Josh“ oder „The Goff“. Er startet im Bahrain Endurance Development & Racing Team, lebt in Brisbane und wird trainiert von Todd English.

### Vize-Weltmeister auf der Triathlon-Langdistanz 2017
Im Juni 2017 gewann er den Ironman Cairns und im August wurde der 28-Jährige in Kanada Vize-Weltmeister auf der Triathlon-Langdistanz.
Bei den Ironman European Championships 2018 belegte er als schnellster Schwimmer das Rennen in Frankfurt am Main auf dem fünfte Rang. Im Februar 2020 gewann der damals 30-Jährige den Ironman 70.3 Geelong.
Im Mai 2022 wurde der 33-Jährige Zweiter hinter seinem Landsmann Tim Van Berkel beim Ironman Australia in Port Macquarie.
Amberger ist liiert mit der Triathletin Ashleigh Gentle (* 1991).

## Sportliche Erfolge
| Datum/Jahr         | Rang | Wettbewerb                                  | Austragungsort  | Zeit     | Bemerkung                                                                        |
| ------------------ | ---- | ------------------------------------------- | --------------- | -------- | -------------------------------------------------------------------------------- |
| 14. Apr. 2024      | 10   | T100 Singapore                              | Singapur        | 03:32:04 | 2 km Schwimmen, 80 km Radfahren und 18 km Laufen; hinter Youri Keulen            |
| 7. Okt. 2023       | 1    | Ironman 70.3 Langkawi                       | Langkawi        | 03:50:47 | Ironman 70.3 Asia Pacific Championship                                           |
| 20. Feb. 2022      | 3    | Ironman 70.3 Geelong                        | Geelong         | 03:43:43 |                                                                                  |
| 13. September 2020 | 3    | Ironman 70.3 Sunshine Coast                 | Mooloolaba      |          |                                                                                  |
| 23. Feb. 2020      | 1    | Ironman 70.3 Geelong                        | Geelong         | 03:44:08 |                                                                                  |
| 10. Nov. 2019      | 2    | Ironman 70.3 Xiamen                         | Xiamen          | 03:48:24 |                                                                                  |
| 7. Sep. 2019       | 33   | Ironman 70.3 World Championships            | Nizza           | 04:08:40 |                                                                                  |
| 3. Aug. 2019       | 5    | Ironman 70.3 Boulder                        | Boulder         | 03:51:54 |                                                                                  |
| 17. Feb. 2019      | 3    | Ironman 70.3 Coeur d’Alene                  | Coeur d’Alene   | 03:48:48 |                                                                                  |
| 17. Feb. 2019      | 2    | Ironman 70.3 Geelong                        | Geelong         |          |                                                                                  |
| 10. Juni 2018      | 1    | Ironman 70.3 Switzerland                    | Rapperswil-Jona | 03:49:46 |                                                                                  |
| 10. Juni 2018      | 1    | Ironman 70.3 Italy                          | Pescara         | 03:49:46 |                                                                                  |
| 18. Feb. 2018      | 2    | Ironman 70.3 Geelong                        | Geelong         | 03:47:22 |                                                                                  |
| 23. Juli 2017      | 1    | Ironman 70.3 Calgary                        | Calgary         | 03:35:07 | erfolgreiche Titelverteidigung                                                   |
| 9. Juli 2017       | 1    | Ironman 70.3 Jönköping                      | Jönköping       | 03:51:29 |                                                                                  |
| 19. Feb. 2017      | 2    | Ironman 70.3 Geelong                        | Geelong         | 03:50:29 | hinter seinem Landsmann Sam Appleton                                             |
| 27. Jan. 2017      | 2    | Ironman 70.3 Dubai                          | Dubai           | 03:44:28 | wie im Vorjahr zweiter Rang                                                      |
| 13. Nov. 2016      | 1    | Ironman 70.3 Xiamen                         | Xiamen          | 03:56:51 |                                                                                  |
| 24. Juli 2016      | 1    | Ironman 70.3 Calgary                        | Calgary         | 03:40:52 |                                                                                  |
| 3. Apr. 2016       | 2    | Ironman 70.3 Putrajaya                      | Putrajaya       | 03:58:51 |                                                                                  |
| 7. Feb. 2016       | 3    | Ironman 70.3 Geelong                        | Geelong         | 03:50:29 |                                                                                  |
| 29. Jan. 2016      | 2    | Ironman 70.3 Dubai                          | Dubai           | 03:41:42 | Zweiter hinter Jan Frodeno beim ersten Rennen der „Challenge Triple-Crown-Serie“ |
| 7. Juni 2015       | 4    | Escape from Alcatraz Triathlon              | San Francisco   | 02:03:32 |                                                                                  |
| 30. Nov. 2014      | 1    | Ironman 70.3 Western Sydney                 | Penrith City    | 03:49:25 |                                                                                  |
| 16. Nov. 2014      | 1    | Challenge Shepparton                        | Shepparton      | 03:45:16 | Sieger auf der Halbdistanz bei der Erstaustragung                                |
| 19. Okt. 2014      | 1    | Ironman 70.3 Port Macquarie                 | Port Macquarie  | 03:55:27 |                                                                                  |
| 12. Juli 2014      | 2    | Ironman 70.3 Muncie                         | Muncie          | 03:46:11 |                                                                                  |
| 1. Juni 2014       | 3    | Escape from Alcatraz Triathlon              | San Francisco   | 02:03:37 |                                                                                  |
| 17. Nov. 2013      | 2    | Ironman 70.3 Shepparton                     | Shepparton      | 03:53:31 |                                                                                  |
| 20. Okt. 2013      | 1    | Ironman 70.3 Port Macquarie                 | Port Macquarie  | 03:56:48 |                                                                                  |
| 8. Juni 2013       | 3    | Ironman 70.3 Boise                          | Boise           | 03:57:09 |                                                                                  |
| Juli 2012          | 2    | Ironman 70.3 Muncie                         | Muncie          | 02:08:37 | Austragung auf verkürzter Strecke                                                |
| 18. März 2012      | 1    | Ironman 70.3 Singapore                      | Singapur        | 03:54:49 |                                                                                  |
| 9. Juli 2011       | 2    | 5150 Zürich                                 | Zürich          |          | Zweiter beim Zürich-Triathlon                                                    |
| 1. Nov. 2009       | 3    | Noosa Triathlon                             | Noosa           |          |                                                                                  |
| 5. Juni 2008       | 4    | ITU Triathlon World Championship Junior Men | Vancouver       | 00:57:52 | Triathlon-Junioren-Weltmeisterschaft                                             |
| 30. Aug. 2007      | 6    | ITU Triathlon World Championship Junior Men | Hamburg         | 00:54:46 |                                                                                  |

| Datum/Jahr    | Rang | Wettbewerb                                      | Austragungsort    | Zeit     | Bemerkung                                                                                          |
| ------------- | ---- | ----------------------------------------------- | ----------------- | -------- | -------------------------------------------------------------------------------------------------- |
| 30. Juli 2025 | 10   | Triathlon EDF Alpe d’Huez                       | Alpe d’Huez       | 05:49:18 | auf der Langdistanz                                                                                |
| 21. Juli 2024 | 11   | Ironman USA                                     | Lake Placid       | 08:29:56 | |
| 16. Juni 2024 | 10   | Ironman Cairns                                  | Cairns            | 08:08:24 | schnellster Schwimmer der Profis in 46:34 min                                                      |
| 4. Juni 2023  | 13   | Ironman Hamburg                                 | Hamburg           | 07:50:49 | Ironman European Championships                                                                     |
| 7. Mai 2023   | 5    | ITU Long Distance Triathlon World Championships | Ibiza             | 05:21:33 | Weltmeisterschaft auf der Triathlon-Langdistanz                                                    |
| 21. Aug. 2022 | 1    | Ironman Mont-Tremblant                          | Québec            | 08:08:40 | |
| 1. Mai 2022   | 2    | Ironman Australia                               | Port Macquarie    | 08:26:14 | |
| 6. Juni 2021  | 3    | Ironman Cairns                                  | Cairns            | 08:10:12 | schnellster Schwimmer der Profis in 43:29 min                                                      |
| 12. Okt. 2019 | 32   | Ironman Hawaii                                  | Hawaii            | 08:44:29 | schnellster Schwimmer der Profis in 47:28 min                                                      |
| 14. Juli 2019 | 2    | Ironman Vitoria-Gasteiz                         | Vitoria-Gasteiz   | 08:06:55 | |
| 7. Apr. 2019  | 7    | Ironman South Africa                            | Port Elizabeth    | 07:52:19 | |
| 13. Okt. 2018 | DNF  | Ironman Hawaii                                  | Hawaii            | –        | schnellster Schwimmer der Profis in 47:39 min; Radstrecke in 4:18:42 h                             |
| 8. Juli 2018  | 5    | Ironman Germany                                 | Frankfurt am Main | 08:26:16 | Ironman European Championships, schnellster Schwimmer 46:53 min                                    |
| 15. Apr. 2018 | 2    | Ironman South Africa                            | Port Elizabeth    | 08:16:01 | |
| 14. Okt. 2017 | 30   | Ironman Hawaii                                  | Hawaii            | 08:48:13 | schnellster Schwimmer 47:09 min – die siebtschnellste Zeit auf Hawaii                              |
| 27. Aug. 2017 | 2    | ITU Long Distance Triathlon World Championships | Penticton         | 05:22:09 | Vize-Weltmeister auf der Triathlon-Langdistanz (4 km Schwimmen, 120 km Radfahren und 30 km Laufen) |
| 11. Juni 2017 | 1    | Ironman Cairns                                  | Cairns            | 08:02:16 | Sieg mit neuem Streckenrekord                                                                      |
| 27. Juni 2015 | 18   | ITU Long Distance Triathlon World Championships | Motala            | 05:20:55 | Triathlon-Weltmeisterschaft auf der Langdistanz                                                    |

(DNF – Did Not Finish)